# Човникова дипломатія
Човниковою дипломатією (англ. Shuttle diplomacy) називають діяльність стороннього посередника, який виступає як зв'язкова ланка між основними учасниками конфлікту без їхнього безпосереднього контакту. Зазвичай цей процес передбачає послідовні поїздки («човниковий рух») посередника з робочого місця одного учасника до іншого.
Цей термін уперше застосували для опису зусиль Державного секретаря США Генрі Кіссінджера, починаючи з 5 листопада 1973 року, які сприяли припиненню бойових дій після війни Судного дня.
Перемовники часто використовують човникову дипломатію, коли одна або обидві сторони конфлікту відмовляються визнавати одна одну перед початком взаємно бажаних переговорів.